# Josias Kumpf
Josias Kumpf (ur. 7 kwietnia 1925, zm. 15 października 2009 w Wiedniu) – były strażnik hitlerowskich obozów koncentracyjnych w Sachsenhausen i w Trawnikach. Członek SS, uczestniczył w masakrze 42 tysięcy Żydów, przyznał się, iż osobiście uczestniczył w egzekucjach 8 tysięcy Żydów w tym 400 dzieci. Po II wojnie światowej wyemigrował do Stanów Zjednoczonych w 1956, osiadł w Illinois, stając się naturalizowanym obywatelem Stanów Zjednoczonych w 1964 r.